# Paul Kirui
Pour les articles homonymes, voir Kirui.
Paul Kiprop Kirui (né le 5 février 1980) est un athlète kényan, spécialiste des courses de fond.

## Biographie
Il s'illustre dans l'épreuve du semi-marathon en remportant le titre individuel des championnats du monde 2004, à New Delhi, dans le temps de 1 h 2 min 15 s, ainsi que deux autres médailles d'or par équipes en 2002 et 2004. Il s'impose par ailleurs à deux reprises, en 2003 et 2004, lors du semi-marathon de Berlin.
En 2008, il remporte le Marathon de Rotterdam dans le temps de 2 h 7 min 52 s. Son record personnel sur la distance, établi à Rotterdam lors de l'édition 2006, est de 2 h 6 min 44 s.

### Palmarès
| Date | Compétition                            | Lieu      | Résultat | Épreuve     |
| ---- | -------------------------------------- | --------- | -------- | ----------- |
| 2002 | Championnats du monde de semi-marathon | Bruxelles | 1er      | Par équipes |
| 2008 | Marathon d'Amsterdam                   | Amsterdam | 1er      | Marathon    |
| 2004 | Championnats du monde de semi-marathon | New Delhi | 1er      | Individuel  |
| 2004 | Championnats du monde de semi-marathon | New Delhi | 1er      | Par équipes |

### Records
| Épreuve       | Performance     | Lieu      | Date              |
| ------------- | --------------- | --------- | ----------------- |
| Semi-marathon | 1 h 00 min 18 s | Udine     | 24 septembre 2006 |
| Marathon      | 2 h 06 min 44 s | Rotterdam | 9 avril 2006      |